# Riffparadoxon
Das Riffparadoxon (im weiteren Sinne auch Darwinsches Paradoxon) beschreibt den scheinbaren Widerspruch zwischen der hohen Biomasseproduktion von Korallenriffen und der relativen Nährstoffarmut (Oligotrophie) in ihrem Umfeld.  Es wurde bereits 1842 von Darwin formuliert und ist bis heute noch nicht völlig verstanden. In diesem Zusammenhang wird das Riff auch als Oase in einer Nährstoffwüste betrachtet. Die Bruttoprimärproduktion kann dabei Werte von bis zu 1000 kg Kohlenstofffixierung pro Quadratmeter und Jahr erreichen. Der bestehende Reichtum bleibt jedoch nur erhalten, wenn der Nährstoffverlust die Nährstoffzufuhr nicht übersteigt.

## Nährstoffzufuhr
Verschiedene Faktoren können dazu beitragen, dass ein Riff Nährstoffe gewinnt. Der als Nitrifikation bezeichnete Eintrag von Nitraten kann hier eine Rolle spielen, ist jedoch schwer zu quantifizieren. Der Zustrom von Plankton spielt für alle Riffe eine Rolle. Die Bedeutung von Grundwasserzustrom (z. B. Kaneohe Bay, Hawaii) und nährstoffreichem, aufströmendem Meerwasser (Great Barrier Reef) ist umstritten, da beide Faktoren nur in Küstennähe eine Rolle spielen, küstenferne Riffe aber gleichermaßen produktiv sind.

## Nährstoffverluste
Die Riffbewohner scheiden kohlenstoff-, stickstoff- und phosphorhaltige Substanzen aus, die durch die Strömung verdriftet werden. 100 g Fisch/m² ergeben schätzungsweise eine Abgabe von 0,03 g Stickstoff, 0,004 g Phosphor und 4 g Kohlenstoff pro Tag, was etwa 4 % der Bruttoprimärproduktion entspricht. Nährstoffe werden auch über das Kalkskelett der Korallen im Sediment gebunden. Geht man von einer Bildung von 4,2 kg Calciumcarbonat pro Jahr aus, so werden darin 1,3 g Phosphat gebunden. Das entspricht der Abgabe durch die Fische. Dazu kommen das Verdriften von Riffpartikelchen sowie Denitrifikation durch abbauende Mikroorganismen.

## Nährstoffkreisläufe innerhalb des Riffs
Es gibt kurzgeschlossene Nährstoffkreisläufe zwischen Zooxanthellen (Algen), die als Symbionten in einer Vielzahl von Organismen leben, wie z. B. Korallen, Schnecken oder Tunicata. Viele dieser Wechselwirkungen sind wohl noch unbekannt. Die Algen können dabei in einem nährstoffangereicherten Milieu hoch produktiv Photosynthese betreiben.
Die Korallen geben Schleim ab (6 % Lipid, 34 % Protein, 60 % Kohlenhydrate wie Arabinose), der sie unter anderem bei Ebbe vor Austrocknung, UV-Strahlung, Überwucherung und Sedimentation schützt. 80 % des Schleims sind wasserlöslich und dienen der pelagialen Fauna und Flora als Nährstoff. Korallen investieren etwa 50 % ihres Kohlenstoffassimilats in den Schleim. Beim Aufstieg durch die Wassersäule fängt der Schleim Partikel und darin wachsende Organismen ein. Er sammelt sich schließlich zu einem stinkenden Schleimteppich von mehreren Metern Breite und ca. 3 cm Dicke an der Wasseroberfläche, der vom Wind Richtung Strand verfrachtet wird. Mit zunehmendem Partikelanteil sinkt er ab. Er dient dann als Nahrung oder Dünger für zahlreiche Organismen. Über das Sediment kommen die Nährstoffe in erhöhter Zahl zu den Korallen zurück. Ihr Schleim dient damit als Nährstofffalle. Diese Vorgänge wurden am Great Barrier Reef nachgewiesen und müssen nicht für alle Riffe gelten.
Die Siebstruktur des Riffsediments ist feiner als lange vermutet. Dies wurde mit endoskopischen Untersuchungen an Saumriffen im Golf von Akaba gezeigt. Die Oberfläche der entdeckten Hohlräume war zu 80 % von Schwämmen und der Rest zu gleichen Teilen von Muscheln, Seescheiden, Polychaeta und Moostierchen besiedelt. Des Weiteren konnte man einen aufwärtsgerichteten Wasserstrom durch tiefgelegene Eingänge und hochgelegene Ausgänge feststellen. Dabei nehmen die Organismen Stickstoff auf, die mit der Produktion von mit 22,3 mmol Stickstoff pro Tag und m² andere Prozesse wie Fischzuwanderung (2,4–7,2 mmol N/m²d) übertreffen.